# Puula

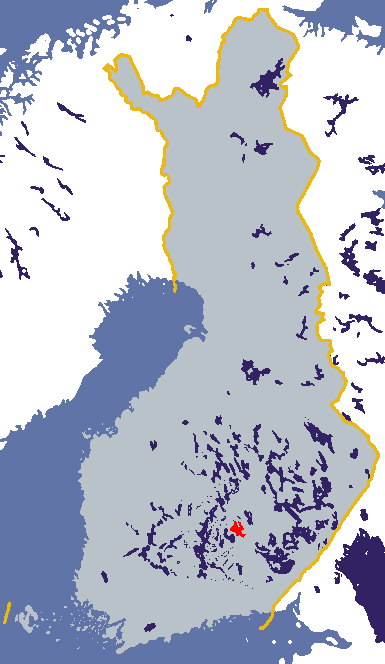
Lage des Puula-Sees in Finnland

Der Puula-See [ˈpuːlɑ] (auch Puulavesi), im Puula-Kyyvesi-Seengebiet, liegt im Südosten Finnlands in der Landschaft Südsavo und erstreckt sich über die drei Gemeinden Mikkeli, Hirvensalmi und Kangasniemi.
Die Region wurde erstmals ca. 5000 v. Chr. von Menschen besiedelt. Mittlerweile wohnen 24.000 Menschen in dieser Region.
Das zerklüftete Seensystem hat eine Uferlänge von 2350 km. 1.434 Inseln liegen auf dem Gebiet des elftgrößten Sees Finnlands. Die Wasserfläche beträgt ca. 330 km².
Dank dünner Besiedlung kommen sehr viele Vogelarten in der Region vor. Am häufigsten kommen Polartaucher, Sterntaucher, Herings-, Sturm-, Lach- und Silbermöwen, Flussseeschwalben, Schellenten, Gänsesäger, Mittelsäger, Wildenten, Pfeifenten und Schwäne vor. Auch der Fischreichtum in der Region ist vielfältig. Berufsfischer haben es vor allem auf kleine Maränen abgesehen. Hobbyfischer bevorzugen Barsche, Hechte, Lachse, Forellen, Rotaugen und große Maränen.
Die größten Siedlungen am Ufer des Sees sind Kangasniemi (6.256 Einwohner), Hirvensalmi (2.579 Einwohner) und Haukivuori.